# Baiotomeus
Baiotomeus is een uitgestorven zoogdier uit de familie Ptilodontidae van de Multituberculata. Dit dier leefde tijdens het Paleoceen in Noord-Amerika.  Baiotomeus was een boombewonende omnivoor.
Het geslacht Baiotomeus omvat vier soorten. B. douglassi was met een geschat gewicht van 200 gram een relatief grote multituberculaat. Fossielen van deze soort zijn gevonden in Wyoming en Montana en dateren uit het Torrejonian. B. lamberti is eveneens bekend uit het Torrejonian van Montana. Fossielen van B. russelli (Torrejonian) en B. rhotonium (Tiffanian) zijn gevonden in Alberta.